# Projecte de Mancomunitat Valenciana
El Projecte de Mancomunitat Valenciana va ser una iniciativa de règim d'autonomia posada en marxa en l'actual País Valencià el 1919, durant el regnat d'Alfonso XIII, a imitació de la Mancomunitat de Catalunya i en el context de la Restauració. Va ser la primera vegada en la història contemporània del País Valencià, des del Decret de Nova Planta del Regne de València, que institucions públiques, en aquest cas la Diputació de València i l'Ajuntament de la capital, redactaven un marc jurídic normatiu estructurat amb vocació de regular un règim autonòmic o descentralitzador. No obstant això, les bases per discutir la Ponència que va presentar la Diputació eren molt més ambicioses que les de l'Ajuntament. En qualsevol cas, la iniciativa no va prosperar i va decaure.

## Contingut de la proposta de la Diputació de València
El document es va conéixer com a Bases d'organització regional presentades per a la Ponència de la Mancomunitat de la Diputació de València. De les mateixes, destaca l'ús del terme "Regió" per referir-se a la futura entitat, integrada per municipis sense que hagueren de, necessàriament, formar part de l'estructura provincial del moment "ni guardar llaços històrics". L'entitat gaudiria d'autonomia que es faria expressa en la regulació, encara que s'hauria d'abstindre en les matèries de la seua competència el "Govern Central" i, al temps, l'entitat regional s'abstindria d'immiscuir-se als "Governs Municipals" (reconeixement implícit de certa autonomia local). De fet, la base huitena assenyalava que «la Regió no és superior al municipi; és més aviat la condensació d'aquests». El text no va tractar la qüestió de l'idioma.

### Òrgans
L'òrgan fonamental del denominat "Govern Regional" (en ocasions també anomenat en el text "Diputació Regional") és l'"Assemblea", triada pels ajuntaments i a la qual es reconeixen expressament el poder legislatiu, l'executiu i el judicial. Per a aquests dos últims poders, l'Assemblea "se subdivideix" en "Consell Regional" i en un "Tribunal econòmic-administratiu", amb una evident confusió en la clàssica divisió de poders. Les bases establien la capacitat jurídica d'obrar i la plena personalitat jurídica i capacitat per obligar-se al Govern Regional, al que reconeixien la representació legal de la regió.

### Competències
Les bases establien com a competències del Govern Regional, a més de les pròpies de la gestió dels seus béns, les destinades a:
a) La creació d'institucions financeres.
b) La gestió de les obres públiques (carreteres i ports), fins i tot aquelles propietat de l'Estat en aquest moment i que no foren declarades per ell mateix d'"interés nacional". Creació de línies de ferrocarril d'interés regional.
c) La creació i manteniment de nous centres d'instrucció pública, amb independència dels de l'Estat.
d) La prestació de serveis sanitaris i assistencials
i) El servei agrari, inclosa la formació veterinària.
f) El dret d'intervenció en les contribucions de la regió i en quants béns ocults poguessin descobrir-se i l'obligació de l'Estat de garantir rendes suficients per al compliment de les seues finalitats.
g) El dret a mancomunar-se amb altres regions d'Espanya.

## Contingut de la proposta de l'Ajuntament de València
Les Bases presentades per a la Ponència de la Mancomunitat per l'Ajuntament de València eren un text normatiu més complet, amb trenta-set bases i una menor vocació d'autonomia. En realitat, el text sempre fa referències al conjunt d'Espanya: "l'actual divisió territorial de l'Estat serà modificada ...", "les Assemblees regionals hauran de ..." i es tracta a la Mancomunitat com una "regió administrativa" que substituiria les províncies.

### Òrgans
El "Govern interior de les regions" correspondria a una "Assemblea Regional" formada per Diputats triats per sufragi indirecte dels ajuntaments. Es troba més delimitada la divisió de poders que en la proposta de la Diputació, però hi ha escasses variacions respecte al resultat final: el "Consell de la Regió" i el "Tribunal administratiu" queden vinculats a l'Assemblea.

### Competències
La base 10a fa un recorregut exhaustiu de competències, encara que en realitat quasi totes elles són les que mantenien en aquest moment les pròpies diputacions provincials o els ajuntaments. Mereix destacar-se com a ruptura d'aquesta línia les competències plenes de gestió en matèria de ports, siguen nacionals o no, que reconeixia la Mancomunitat, la creació d'institucions de crèdit i la participació, juntament amb l'Estat, en el repartiment dels tributs.